# Tongod (district)
Tongod is een district in de Maleisische deelstaat Sabah.
Het district telt 36.000 inwoners.